# Отуніха
Отуні́ха (рос. Отуниха) — присілок в Сарапульському районі Удмуртії, Росія.
Урбаноніми:
- вулиці — Лісова, Польова, Центральна

## Населення
Населення становить 23 особи (2010, 24 у 2002).
Національний склад (2002):
- росіяни — 96 %

## Видатні уродженці
- Жигульова Антоніна Михайлівна — Герой Соціалістичної Праці.